# Eurydinotomorpha petiolatus
Eurydinotomorpha petiolatus är en stekelart som först beskrevs av Boucek 1973.  Eurydinotomorpha petiolatus ingår i släktet Eurydinotomorpha och familjen puppglanssteklar. Inga underarter finns listade i Catalogue of Life.